# Analyse en temps naturel
L'analyse en temps naturel est une méthode statistique portant sur les séries temporelles complexes et les phénomènes critiques, basée sur la succession et le nombre d'événements au lieu de la mesure du temps en jours et en heures. Le concept de temps naturel est introduit par les physiciens grecs P. Varotsos, N. Sarlis et E. Skordas en 2001. L'analyse en temps naturel a d'abord été utilisée en géophysique pour la prédiction des séismes et la prévision immédiate (nowcasting) et par la suite dans le domaine de la santé pour la prédiction des crises cardiaques et de l'insuffisance cardiaque et enfin elle trouve également une application dans la prédiction des marchés financiers. Les caractéristiques dans le domaine du temps naturel sont considérées comme uniques.

## Étymologie
Le « temps naturel » est une vision du temps introduite en 2001 qui n'est pas continue, contrairement au temps conventionnel qui est dans le continuum des nombres réels, mais dont les valeurs forment des ensembles dénombrables sous forme de nombres naturels.

## Définition mathématique
Dans le domaine du temps naturel, chaque événement est caractérisé par deux termes, le temps naturel χ et l'énergie Qk . χ est défini comme k/N, où k est un nombre naturel (le k -ième événement) et N est le nombre total d'événements dans la séquence temporelle de données. Un terme apparenté, pk, est le rapport Qk / Qtotal, qui décrit l'énergie partielle libérée. Le terme κ1 est la variance en temps naturel:
{\displaystyle \kappa _{1}=\sum _{k=1}^{N}p_{k}(\chi _{k})^{2}-{\bigl (}\sum _{k=1}^{N}p_{k}\chi _{k}{\bigr )}^{2}}
où {\displaystyle \textstyle \chi _{k}=k/N} et {\displaystyle \textstyle \ p_{k}={\frac {Q_{k}}{\sum _{n=1}^{N}Q_{n}}}}

## Inversion du temps
L'inversion du temps, contrairement au temps conventionnel, est applicable lors de l'étude par analyse en temps naturel d'un système s'approchant du point critique. Les systèmes vivants, par exemple, sont considérés comme fonctionnant loin de l'équilibre car un flux d'énergie traverse leurs limites, contrairement aux organismes décédés où les forces motrices internes sont absentes. Alors que l'irréversibilité du temps est une propriété fondamentale d'un système vivant, l'état de mort est réversible temporellement grâce au flux d'énergie à travers les frontières du système. Ainsi, l'état critique d'un système peut être estimé en appliquant une analyse en temps naturel lors du calcul de l'entropie à la fois sur le flux temporel normal et sur le temps inversé, puis en examinant la différence entre les deux résultats,,.

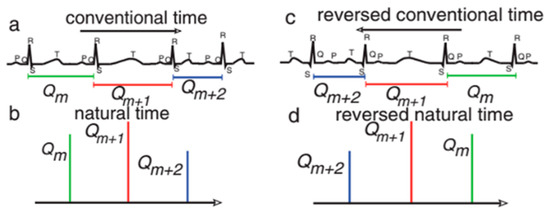
(a) ECG en temps conventionnel dans lequel les distances RR sont marquées.
(b) le même ECG représenté en temps naturel.
(c) ECG en temps conventionnel et avec inversion du temps.
(d) ECG en temps naturel et avec inversion du temps.
La longueur entre les distances RR en temps conventionnel est considérée comme proportionnelle à l'énergie de chaque impulsion (événement) dans l'analyse en temps naturel.

## Applications

### Sismologie

#### Prédiction des séismes
L'analyse en temps naturel est initialement appliquée à la méthode VAN afin d'améliorer la précision de l'estimation de la date d'un prochain séisme dont la survenue a été prédite par l'analyse des signaux électro-sismiques (SES). La méthode considère qu'un SES est valide (et non pas un bruit ou une interférence) lorsque κ1=0,070. Une fois que les SES sont jugés valides, une deuxième analyse en temps naturel est lancée dans laquelle les événements sismiques (plutôt qu'électriques) ultérieurs sont évalués, et la région est divisée sous la forme d'un diagramme de Venn avec au moins deux événements sismiques par rectangle superposé. Lorsque κ1 atteint la valeur de 0,070 pour un rectangle donné, un événement sismique critique est considéré comme imminent, c'est-à-dire qu'un séisme se produira dans un délai de quelques jours à une semaine environ,.

#### Prévision immédiate des séismes
En sismologie, la prévision immédiate est l'estimation en temps réel de l'état dynamique d'un système sismique,. Elle diffère de la prévision classique qui vise à estimer la probabilité d’un futur séisme mais elle est également considérée comme une base potentielle pour la prévision,. La prévision immédiate est basée sur le modèle du cycle sismique, un cycle récurrent entre des paires de séismes majeurs dans une zone géographique donnée, sur lequel le système est évalué en utilisant l'analyse en temps naturel. Les calculs de prévision immédiate produisent le « score de potentiel sismique », une estimation du niveau actuel de la progression sismique.
Appliquée à la sismicité, l'analyse en temps naturel présente les avantages suivants:
- Le dégroupage des répliques sismiques n'est pas nécessaire car le décompte du temps naturel est valable de la même façon dans tous les cas de réplique ou de séismes du bruit de fond.
- Les statistiques en temps naturel ne dépendent pas du niveau de sismicité, étant donné que la valeur b ne varie pas de manière significative.

Les applications typiques sont : les séismes majeurs et les tsunamis d'échelle mondiale, les répliques et la sismicité induite,,, le risque sismique pour les mégalopoles mondiales, l'étude du regroupement de grands séismes.

### Cardiologie
L'analyse en temps naturel est utilisée expérimentalement pour le diagnostic du syndrome d'insuffisance cardiaque, ainsi que pour identifier les patients à haut risque de crise cardiaque mortelle, même en mesurant uniquement la fréquence cardiaque, soit par électrocardiographie, soit par d'autres équipements peu coûteux et mobiles (oxymètre).

### Finance
En raison des similarités dans le comportement dynamique entre la survenue de séismes et l'évolution des marchés financiers, l'analyse en temps naturel, principalement utilisée en sismologie, a été testée pour aider à développer des stratégies gagnantes sur les marchés financiers, avec des résultats encourageants.